# Duabanga
Duabanga je maleni rod zimzelenog drveća iz porodice Lythraceae. Postoje tri vrste u tropskoj jugoistočnoj Aziji, uključujući jednu hibridnu

## Vrste
1. Duabanga grandiflora (Roxb. ex DC.) Walp.
2. Duabanga moluccana Blume
3. Duabanga × taylorii Jayaw.